# L'autre Europe avec Tsipras
L'autre Europe avec Tsipras (en italien : L'altra Europa con Tsipras) est une coalition électorale italienne, composée en vue des élections européennes de 2014 en soutien à Aléxis Tsípras, le candidat du Parti de la gauche européenne au poste de président de la Commission européenne.
La liste remporte 1 108 457 voix, soit 4,03 % des voix, juste au-dessus du seuil de 4 %, ce qui lui permet de remporter 3 députés européens : Curzio Maltese (après le renoncement de Moni Ovadia), Barbara Spinelli et Eleonora Forenza.
En mai 2015, Barbara Spinelli annonce quitter le mouvement. Elle continue de siéger au sein du groupe GUE/NGL mais en tant qu'indépendante.

## Fondation
L'Autre Europe a été fondée le 24 janvier 2014 à Rome par les intellectuels italiens Andrea Camilleri, Paolo Flores d'Arcais, Luciano Gallino, Marco Revelli (d), Barbara Spinelli et Guido Viale.
Elle regroupait plusieurs partis politiques italiens de gauche et centre-gauche et associations, telles que :
- Gauche, écologie et liberté (Sinistra Ecologia Libertà, SEL - socialisme démocratique), de Nichi Vendola ;
- Parti de la refondation communiste (Partito della Rifondazione Comunista, PRC - communisme), de Paolo Ferrero ;
- les Verts du Haut-Adige ;
- des associations et des personnalités indépendantes.